# Fregaty rakietowe projektu 1159
Fregaty rakietowe projektu 1159 (w kodzie NATO Koni) – typ radzieckich fregat przeznaczonych do zwalczania okrętów podwodnych. Zaczęły wchodzić do służby w połowie lat 70. i były przeznaczone dla odbiorców zagranicznych.

## Historia
Na początku lat 70. w ZSRR rozpoczęto prace nad fregatami przeznaczonymi do zwalczania okrętów podwodnych, które miały zastąpić opracowane w latach 50. fregaty projektu 50. Okręty były budowane w ukraińskiej stoczni Zelenodolsk, która w latach 1975–1988 zbudowała 14 jednostek tego typu. 13 z nich trafiło na eksport, a jedna została wykorzystywana przez radziecką marynarkę wojenną w celu szkolenia załóg dla wyeksportowanych okrętów.

## Wersje
- Koni I – wersja przeznaczona do operowania na wodach europejskich
- Koni II – wersja przeznaczona do operowania na wodach tropikalnych

## Użytkownicy
- ZSRR – w użyciu był jeden okręt tego typu ("Delfin"), który na Morzu Czarnym był wykorzystywany do szkolenia załóg innych okrętów projektu 1159. W 1990 sprzedany Bułgarii, gdzie pozostaje w służbie.
- Algieria – 3 okręty pr. 1159T, które pozostają w służbie. Poddano je modernizacji, polegającej na unowocześnieniu wyposażenia elektronicznego i uzbrojenia. (działka Ak-230 wymieniono na AK-630 i zamontowano wyrzutnie torped kal. 533)
- Libia – 2 okręty pr. 1159TR. Oba zatopiono 9.08.2011 w Trypolisie
- Kuba – 3 okręty pr. 1159T: „Mariel”, „Moncada” i „356”. Wszystkie wycofano ze służby, dwa zatopiono jako sztuczne rafy.
- NRD – 3 okręty pr. 1159: „Berlin – Hauptstadt der DDR”, „Rostock”, „Halle”. Wszystkie wycofano ze służby i złomowano na początku lat dziewięćdziesiątych.
- Jugosławia – posiadała dwa okręty pr. 1159, podczas modernizacji dodano 4 wyrzutnie pocisków P-20T